# Ovidio Lagos

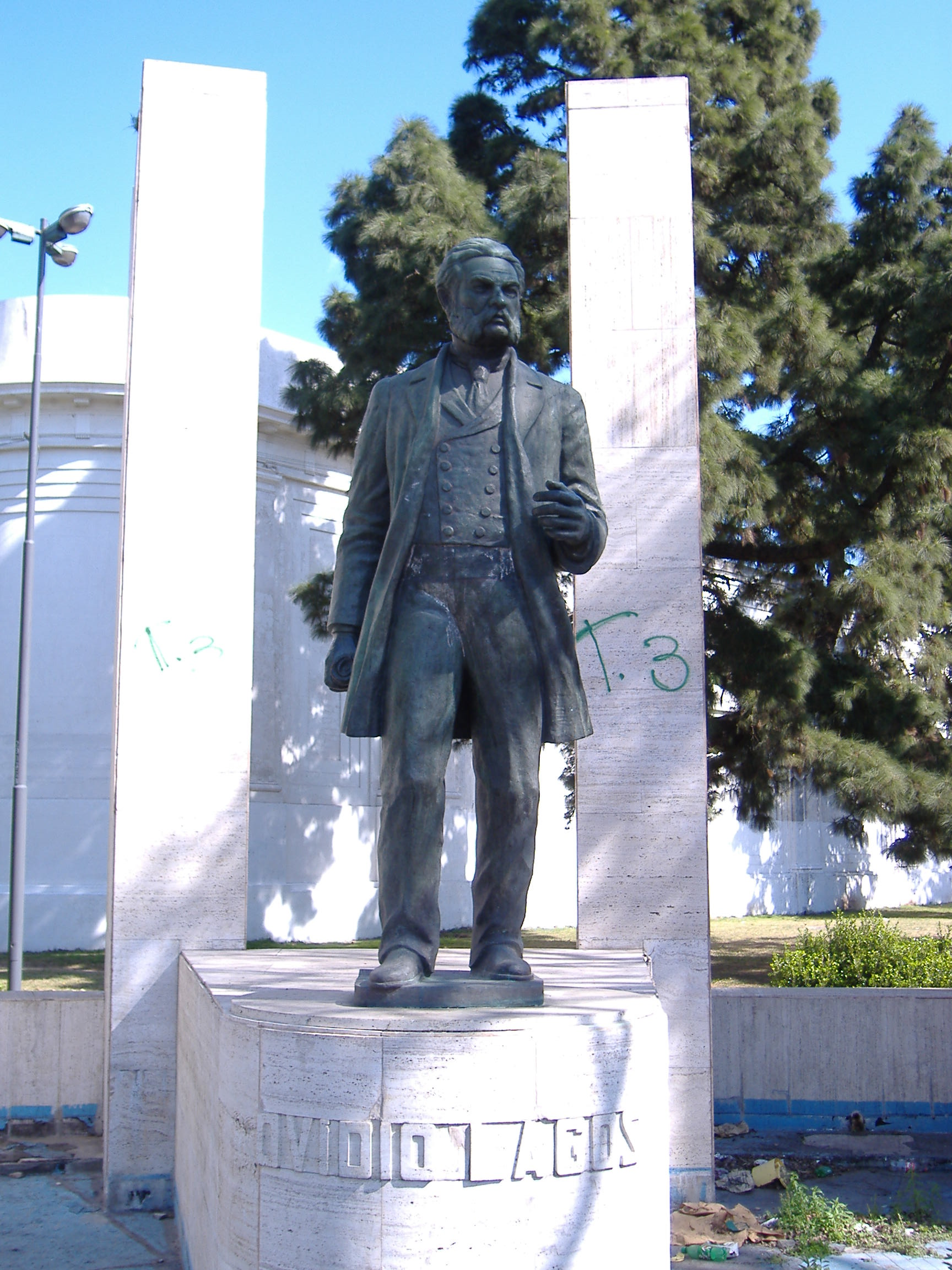
Estatua de Ovidio Lagos en Rosario, de Nicolás Antonio de San Luis.

Ovidio Lagos (Buenos Aires, 1825 - Rosario, 1891) fue un periodista y político argentino, fundador en 1867 del diario La Capital de Rosario, decano de la prensa argentina.

## Inicios como periodista
Hizo sus estudios primarios en Buenos Aires, pero los interrumpió por haber emigrado su padre a Montevideo hacia 1835. Él permaneció en Buenos Aires, empleado en varios comercios.
En 1846 ingresó a la imprenta de Pedro de Angelis, aprendiendo allí el oficio de tipógrafo y algunas habilidades de escritor y periodista. Después de la batalla de Caseros fue nombrado director de la imprenta del Estado de Buenos Aires, imprimiendo tanto documentos oficiales como papeles partidarios. Al estallar la revolución de su pariente lejano Hilario Lagos en el interior de la provincia, se enroló como soldado en la defensa contra el sitio, peleando en varios combates menores, y sirviendo también en la flota porteña.
Volvió a su trabajo en la imprenta, logrando el contrato para imprimir el periódico El Nacional, dirigido por Bartolomé Mitre. Pero se alejó de ese partido en 1857, enrolándose en la oposición, en el diario de Nicolás Calvo, La Reforma Pacífica. Fue perseguido por sus actividades periodísticas, y tuvo que emigrar a Paraná. Allí dirigió un periódico oficial hasta poco después de la batalla de Pavón.

## La Capital
Tras un breve paso por Buenos Aires, en 1864 se instaló en Rosario, donde viviría el resto de su vida. Allí fundó, con dinero principalmente aportado por Justo José de Urquiza, el diario La Capital, el 15 de noviembre de 1867. Entre otros objetivos, se proponía apoyar la instalación de la capital de la Argentina en Rosario; de hecho, fue uno de los principales impulsores de una ley en ese sentido que llegó a aprobarse, pero que fue vetada por el presidente Sarmiento. Tuvo una actuación destacada en apoyo de las víctimas de la epidemia de cólera.
Apoyaba también la gestión del Partido Autonomista, cuyo primer gobernador fue Mariano Cabal. Cuando el partido en el gobierno se dividió, Lagos apoyó a la fracción opositora a la dirección de Simón de Iriondo.
Dirigió campañas contra el hambre en La Rioja, contra la epidemia de fiebre amarilla en Buenos Aires – incluso  estuvo en su ciudad natal, ayudando a los enfermos – y contra los efectos de una inundación en la capital.

## El eterno opositor
Su posición opositora se acentuó en la época del gobernador Servando Bayo, por el que sentía una aversión particular. Su diario fue cerrado varias veces, y estuvo preso durante algunos días; pasó varios meses desterrado de Rosario.
Apoyó la revolución de Patricio Cullen en 1877, que terminó con la muerte violenta de este, y se unió decididamente al partido de Bartolomé Mitre.
En 1880 apoyó la revolución de Carlos Tejedor desde Rosario, y pretendió dirigir una revolución en esa ciudad. Pero no llegó a lograr nada, sobre todo porque esa ciudad era, justamente, el centro de operaciones del ministro de guerra y presidente electo, Julio Argentino Roca. Huyó a Buenos Aires, mientras su diario era cerrado. Pero debió regresar tres meses después, tras la derrota de su partido en la capital, y la federalización de Buenos Aires.
No se dio por vencido y se opuso al gobierno de José Gálvez, convirtiéndose en su principal opositor.
A mediados de la década de 1880, apoyó la llegada de Miguel Juárez Celman al gobierno nacional. En 1887 fue elegido diputado por su provincia, y fue uno de los principales apoyos del cordobés contra sus adversarios internos y externos. Entre sus proyectos legislativos, se destacaron la canalización de la boca del río Paraná en el Río de la Plata, la fundación de escuelas normales y técnicas, y un monumento a los caídos en la batalla de San Lorenzo. También fue el autor del proyecto de erigir la nueva Pirámide de Mayo, que hasta la actualidad encierra a la erigida en la plaza mayor de Buenos Aires desde 1811.
Se alejó de toda actividad política y periodística en 1890, tras la Revolución del Parque y la caída de Juárez Celman. Falleció en Rosario en agosto de 1891.